# Veluta albicincta
Veluta albicincta là một loài ruồi trong họ Tachinidae.